# بليتز (فلم 2024)
بليتز Blitz هو فيلم دراما تاريخية من تأليف وإخراج ستيف ماكوين وبطولة سيرشا رونان وإليوت هيفرنان في أول ظهور سينمائي له وهاريس ديكنسون وإيرين كيليمان وستيفن جراهام وكاثي بيرك وبول ويلر ولي جيل وبنجامين كليمنتين.
عرض فيلم Blitz باعتباره الفيلم الافتتاحي لمهرجان لندن السينمائي التابع لمعهد الفيلم البريطاني في 9 أكتوبر 2024، يليه إصدار سينمائي في دور عرض مختارة في الأول من نوفمبر وإصدار عبر الإنترنت على Apple TV+ في 22 نوفمبر.

## نبذة
يذهب صبي صغير متمرد في مغامرة في لندن أثناء الحرب العالمية الثانية ليجد نفسه في خطر هائل، بينما تبحث ريتا المنزعجة عن ابنها المفقود.

## الطاقم
- سيرشا رونان في دور ريتا
- إليوت هيفرنان في دور جورج
- هاريس ديكنسون في دور جاك
- إيرين كيليمان بدور دوريس
- ستيفن جراهام في دور ألبرت
- كاثي بيرك في دور بيريل
- بول ويلر في دور جيرالد
- لي جيل في دور ميكي ديفيس
- بنيامين كليمنتين في دور إيف
- ميكا ريكيتس في دور جيس
- سي جيه بيكفورد في دور ماركوس
- أليكس جينينجز في دور فيكتور سميث
- جوشوا ماكجواير في دور كلايف
- هايلي سكويرز في دور تيلدا
- سالي ميشام في دور آغنيس

## إنتاج

### تطوير
في أكتوبر 2021، أُعلن أن ماكوين سيكتب ويخرج وينتج فيلمًا روائيًا جديدًا بعنوان Blitz for New Regency ، مع إنتاج Lammas Park جنبًا إلى جنب مع Tim Bevan وEric Fellner من Working Title Films .  في مارس 2022، أكد ماكوين أن مشروعه القادم سيكون عن سكان لندن أثناء الغارات الجوية في الحرب العالمية الثانية وأنه ناقش هذا الأمر مع آن، الأميرة الملكية ، حيث منحته لقب فارس في قلعة وندسور .  في يونيو 2022، أُعلن أن Apple TV+ قد حصلت على حقوق التوزيع. المنتجون هم أرنون ميلشان وياريف ميلشان ومايكل شيفر من نيو ريجنسي. 

### التصوير
بدأ التصوير الرئيسي في لندن في نوفمبر 2022.  تم استخدام استوديوهات وارنر براذرز، ليفزدن كقاعدة.  في يناير 2023، تم التصوير بالقرب من محطة واترلو في لندن . وفي وقت لاحق من ذلك الشهر، قامت أطقم المؤثرات الخاصة بمحاكاة قنابل تضرب المياه في نهر التيمز في ووبينغ . تم التصوير أيضًا في منطقة غرينتش بلندن.  في فبراير 2023، أفادت التقارير أن الإنتاج انتقل إلى مدينة هال القديمة مع جدول تصوير لمدة أسبوعين. 

## الإصدار
عرض فيلم Blitz كفيلم افتتاحي في مهرجان لندن السينمائي التابع لمعهد الفيلم البريطاني في 9 أكتوبر 2024، وهو ثالث عمل إخراجي لـ ستيف ماكوين بعد أرامل لعام 2018 و Mangrove لعام 2020. صدر الفيلم بعد ذلك في دور عرض سينمائية مختارة في 1 نوفمبر 2024، قبل أن يبث على Apple TV+ في 22 نوفمبر. 

## روابط خارجية
- بليتز  في قاعدة بيانات الأفلام على الإنترنت (بالإنجليزية)